# عيسى سواريس
عيسى سواريس (بالبرتغالية: Isa Soares؛ بالإسبانية: Isa Soares) هي راقصة أرجنتينية وبرازيلية، ولدت في 4 مايو 1953 في Maragogipe ‏ في البرازيل.